# Endasys melanurus
Endasys melanurus är en stekelart som först beskrevs av Per Abraham Roman 1909.  Endasys melanurus ingår i släktet Endasys och familjen brokparasitsteklar. Arten är reproducerande i Sverige. Inga underarter finns listade i Catalogue of Life.